# Jakub Tchórznicki
Jakub Tchórznicki (Tchorznicki) herbu Jelita – skarbnik mielnicki w latach 1658–1678.
W 1674 roku był elektorem Jana III Sobieskiego z województwa podlaskiego.